# Michael Rangel
Michael Jhon Ander Rangel Valencia, noto semplicemente come Michael Rangel (Floridablanca, 8 marzo 1991), è un calciatore colombiano, attaccante dell'Atlético Bucaramanga.

## Palmarès

### Club

#### Competizioni nazionali
- Categoría Primera B: 1

Alianza Petrolera: 2012
- Campionato colombiano: 2

Santa Fe: 2014-II
Atlético Nacional: 2015-II
- Copa Colombia: 1

Atlético Junior: 2017